# Geolycosa domifex
Geolycosa domifex är en spindelart som först beskrevs av Hancock 1899.  Geolycosa domifex ingår i släktet Geolycosa och familjen vargspindlar. Inga underarter finns listade i Catalogue of Life.